# Ur Jordens Djup
Ur Jordens Diup è il sesto album del gruppo musicale finlandese Finntroll, pubblicato nel 2007 dalla Spinefarm.
Per la prima volta l'album non affronta il tema della lotta di religione tra i troll ed il Cristianesimo. Come scritto sull'ultima pagina del booklet da Katla, il quale continua nella sua opera di scrittura dei testi anche dopo il forzato abbandono della band a causa di un tumore alle corde vocali, egli ha abbandonato il tema religioso, per affrontare una composizione riguardo "agli sciamani e alle streghe di tempi così lontani che nessuno può ricordare".
L'ultima traccia, Kvällning, dopo svariati minuti di silenzio, contiene anche una registrazione della band che suona scherzosamente la canzone Trolluvisan, dedicata ad un troll che abbandona il suo trono dopo aver appreso che i cristiani hanno rubato la sua birra, i suoi funghi ed ucciso i suoi fratelli. Così si reca nel loro paese e brucia la loro chiesa; il tutto si conclude con gran risate dei troll.

## Tracce
1. Gryning – 3:31
2. Sång – 4:40
3. Korpens saga – 3:26
4. Nedgång – 3:43
5. Ur djupet – 4:58
6. Slagbröder – 4:31
7. En mäktig här – 4:18
8. Ormhäxan – 4:39
9. Maktens spira – 3:28
10. Under två runor – 5:36
11. Kvällning – 13:01

## Formazione
- Mathias "Vreth" Lillmåns: voce
- Samuli "Skrymer" Ponsimaa: chitarra
- Mikael "Routa" Karbom: chitarra
- Sami "Tundra" Uusitalo: basso
- Samu "Beast Dominator" Ruotsalainen: batteria
- Henri "Trollhorn" Sorvali: tastiera